# Hemelingen
Hemelingen (in basso tedesco Hemeln) è un quartiere della città tedesca di Brema, appartenente alla municipalità di Brema-Est.

## Suddivisioni e Storia
Il quartiere di Hemelingen è suddiviso nei cinque sottoquartieri
Hastedt, menzionato per la prima volta nel 1339, dal 1803 appartiene all'allora neonata comunità rurale di Brema e fa parte di Brema dal 1902. La briglia del Weser a Hastedt, costruita per la prima volta nel 1911, era nuova costruzione nel 1987. 
Sebaldsbrück fa parte di Brema dal 1921. Lo stabilimento Daimler di Sebaldsbrück, fondato da Borgward nel 1938, è oggi il più grande stabilimento industriale della città Brema con 14.786 dipendenti.
Hemelingen: Nel 1939 il comune di Hemelingen, fino ad allora appartenente al circondario di Verden della provincia prussiana di Hannover, venne soppresso e aggregato alla città di Brema.
Arbergen: L'edificio più antico del quartiere è la chiesa di San Giovanni ad Arbergen con la sua torre dell'XI secolo e la navata del 1719 (vedi foto sopra).
Mahndorf menzionato per la prima volta nel 1339.